# Rhododendron lindaueanum
Rhododendron lindaueanum är en ljungväxtart som beskrevs av Koorders. Rhododendron lindaueanum ingår i släktet rododendron, och familjen ljungväxter. Utöver nominatformen finns också underarten R. l. bantangense.